# John Ebong Ngole
Pour les articles homonymes, voir Ngole.
John Ebong Ngole (Enyandong, 11 janvier 1940 - Yaoundé, 2 juillet 2020) est un ancien préfet, gouverneur et ministre camerounais.